# Bonifacio Fadrique
Bonifacio Fadrique fue un noble catalán activo en Grecia Central como señor de Caristo desde 1359 hasta 1365 y luego como conde de Salona y propietario de varios otros feudos en el Ducado de Atenas desde 1366 hasta su derrota en un conflicto con su sobrino Luis Fadrique a fines de la década de 1370.
Bonifacio era hijo de Alfonso Fadrique, vicario general del Ducado de Atenas y del Ducado de Neopatria, y de Marulla de Verona, hija del barón de Caristo, Bonifacio de Verona. Cuando Alfonso Fadrique murió en 1338, Bonifacio heredó la Baronía de Caristo de su madre y varias otras posesiones en el Ática. Permaneció en Reino de Sicilia hasta 1359, cuando llegó a Grecia para reclamarlos. Sin embargo, en 1365 vendió su Baronía de Caristo con todas sus posesiones, incluidos los siervos, a Venecia, que la había codiciado durante mucho tiempo, por seis mil ducados.
Jaime Fadrique también había dejado en herencia a su hermano «todos sus derechos y propiedades» en el Ducado de Atenas, incluido el Condado de Salona con Lidoriki y Veteranitsa, pero no Zituni y Siderocastro, que pasó al hijo de Jaime, Luis Fadrique. Jaime también entregó la isla de Egina a Bonifacio, quien se la concedió a su hijo Pedro.
Cuando Jaime murió en 1366, Bonifacio y su sobrino Luis quedaron como los dos señores más poderosos de los dominios catalanes. Los dos se llevaban mal, ya que Luis desafió la cesión de los dominios de su padre a Bonifacio. Luis prevaleció en la disputa: en 1375 fue reconocido por Federico III de Sicilia como vicario general de Atenas y Neopatria, y en un enfrentamiento entre Luis y Bonifacio poco después, prevaleció el primero. El hijo de Bonifacio, Pedro, fue enviado al exilio y encarcelado en Aragón, Luis confiscó sus dominios, mientras que el propio Bonifacio murió en algún momento antes de septiembre de 1380. El 8 de mayo de 1381, la viuda de Bonifacio, Dulcia, y su otro hijo, Juan, obtuvieron un perdón real para Bonifacio como así como la restauración de sus bienes confiscados a Pedro IV de Aragón. Sin embargo, no está claro si realmente recibieron posesión de alguno de estos dominios.

## Matrimonio y descendencia
Contrajo matrimonio con una mujer llamada Dulce aunque su apellido es desconocido y tuvieron a
- Constanza de Aragona, que casó en 1366 con Hugh Calveley, más conocido como mosén Hugo de Carbolay en Castilla, conde de Carrión, senescal de Calais, nacido circa 1330 y muerto el 23 de abril de 1393/94; sepultado en Saint Boniface de Bunbury; y en segundas nupcias con don Berenguer de Vilarragut, barón de Rebollet, muerto hacia 1405.
- Juan Federico de Aragona, señor de la isla de Egina y Caristi, muerto hacia 1394.
- Pedro Federico de Aragona, señor de la isla de Egina y Caristi desde 1375, muerto en prisión en Aragón hacia 1380.